# Sara Hebe
Sara Hebe Merino (Trelew, 9 de julio de 1983) más conocida como Sara Hebe, es una cantante y compositora argentina, perteneciente a la escena hip hop de su país. Se define como feminista.

## Biografía
Sara Hebe llegó al hip hop luego de pasar por el teatro y la danza. Comenzó a componer en forma autodidacta en 2007, creando letras y melodías sobre ritmos que encontró en Internet. De esta forma creó bocetos de lo que sería su primer disco: La Hija Del Loco, editado a fines del año 2009. Desde entonces, Sara Hebe se ha presentado en innumerables shows de la Ciudad de Buenos Aires y el interior de la Argentina, así como en diversos escenarios en Sudamérica.
En enero de 2010 fue convocada por el Colectivo Cultura Libre del Foro Social Mundial de Porto Alegre para llevar su música a Brasil e integrarse al encuentro. En octubre del mismo año también fue invitada por el colectivo Hip Hop Revolución de Caracas en Venezuela para representar a Argentina en la 5ª Cumbre Internacional de Hip Hop.
En abril de 2012 presenta su segundo álbum Puentera, producido de forma independiente junto a Ramiro Jota, su co-equiper en el estudio y el escenario.
En 2016 compuso el tema central de la banda sonora de la serie El Marginal protagonizada por Juan Minujín y emitida por la TV Pública.

## Discografía
- La hija del Loco (2009) generó repercusiones inmediatamente, con una excelente recepción por parte del público y la crítica.[6][7] Placa que incluye 12 temas elaborados a partir de bases originales que aportaron diversos productores de la escena hip hop, entre ellos, Rancho mc, Ramiro Jota Beats, Mariano Costa, Tomas Argañaráz y El Crazy.

- Puentera (2012) además de tomar al rap como eje, atraviesa una pluralidad de estilos que van desde el reggae a la cumbia, del dancehall al mundo electrónico.[8]

- Colectivo Vacío (2015) junto con Ramiro Jota, incluyendo géneros como el rap, punk rock, funk carioca, y cumbia.
- Sara Hebe (2017) recopilatorio con un tema inédito, "No hay fronteras".[9]
- Politicalpari (2019).
- Sucia Estrella (2022).
- Beivip (2023).

## Formato Banda
Sara Hebe se hace acompañar para sus presentaciones en vivo de Ramiro Bochatay, más conocido como Ramiro Jota en beats, bajo, guitarra y sampler, y Edu Morote en batería.